# 卡米洛·加尔加诺
卡米洛·加尔加诺（義大利語：Camillo Gargano，1942年1月30日—），意大利男子帆船运动员。他曾代表意大利参加1968年夏季奥林匹克运动会帆船比赛，联同佛朗哥·卡瓦洛获得一枚铜牌。